# Pipistrellus abramus
Pipistrellus abramus (Нетопир японський) — вид роду нетопирів.

## Середовище проживання
Країни поширення: Китай, Японія, Корея, Корейська Народно-Демократична Республіка, Лаос, М'янма, Тайвань, В'єтнам. Протягом дня спочиває в будівлях. Здається, відсутній в гірських районах і лісах, де немає підходящих місць для сідал. Часто зустрічається при полюванні на світлі в порушених місцях проживання.

## Зовнішність
Волоски хутра на верхніх частинах тіла мають сірувато-коричневі кінчики, темніші при основі, на нижніх частинах тіла волоски мають світло-коричневі кінчики й вони темно-коричневі при основі. Вуха заокруглені.

## Загрози та охорона
Немає ніяких серйозних загроз для цього виду по всьому ареалу. Його ареал включає в себе охоронювані території.